# Fettuccine

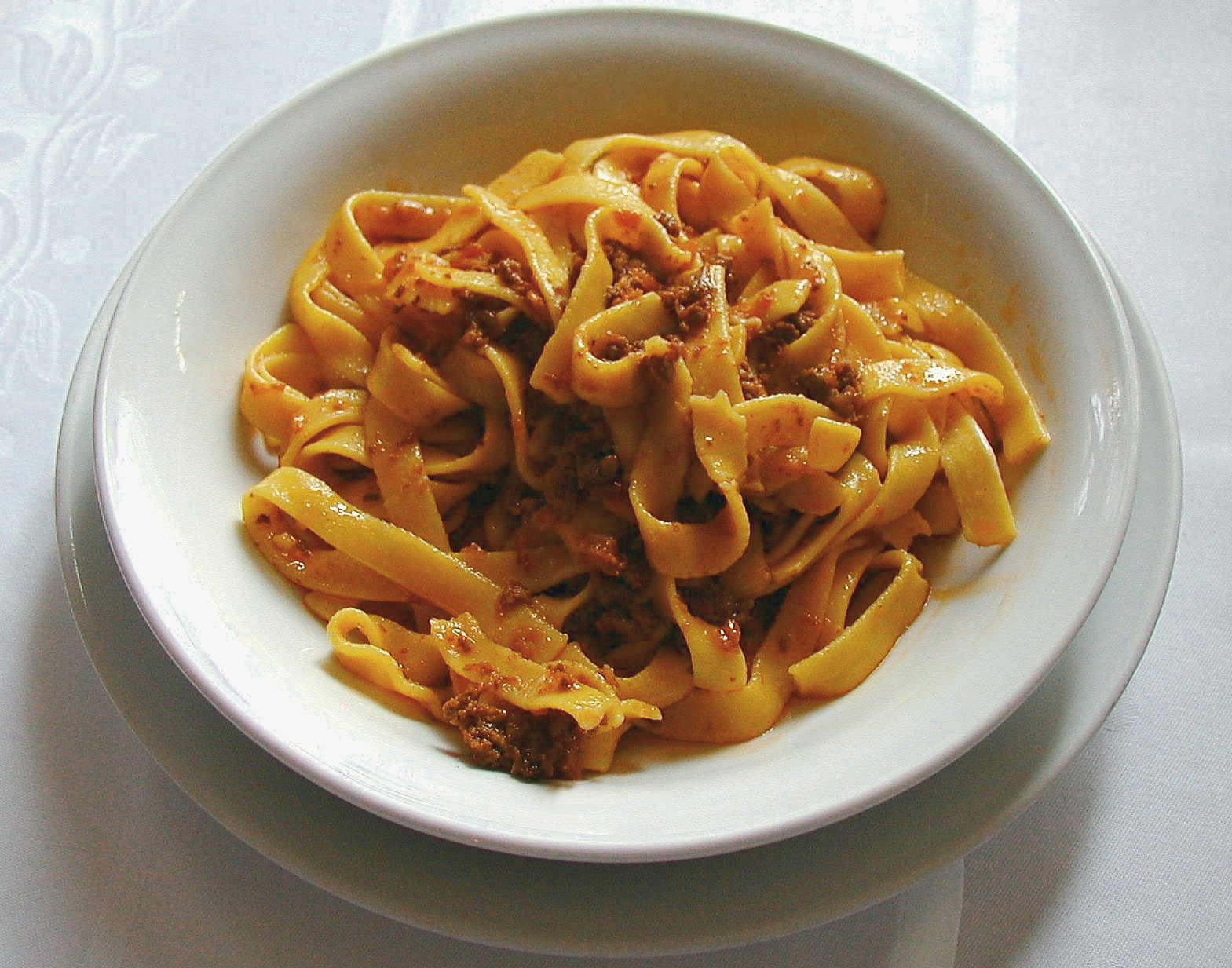
Fettuccine al ragù

Fettuccine (von italienisch fettuccia „kleines Band“) sind eine Nudelart.

## Beschaffenheit
Fettuccine sind dünne, breit gerollte Nudeln aus Mehl und Eiern. Üblicherweise kommt ein Ei auf 100 Gramm Mehl. Die Form ähnelt den bolognesischen Tagliatelle, sind im Vergleich aber weniger breit. Die Nudeln haben eine Breite bis zu einem Zentimeter und sind je nach Herstellung in den Farben Gelb, Grün (Spinat), Orange und Schwarz (Tintenfisch) erhältlich.

## Gerichte
Fettuccine werden oft mit einer Sauce oder einem Ragù angerichtet. Fettuccine Alfredo, benannt nach dem Italiener Alfredo di Lelio aus Rom, der diese 1914 erstmals kreierte, gilt als ein beliebtes Essen in Nordamerika.